# Brânza Västerbotten

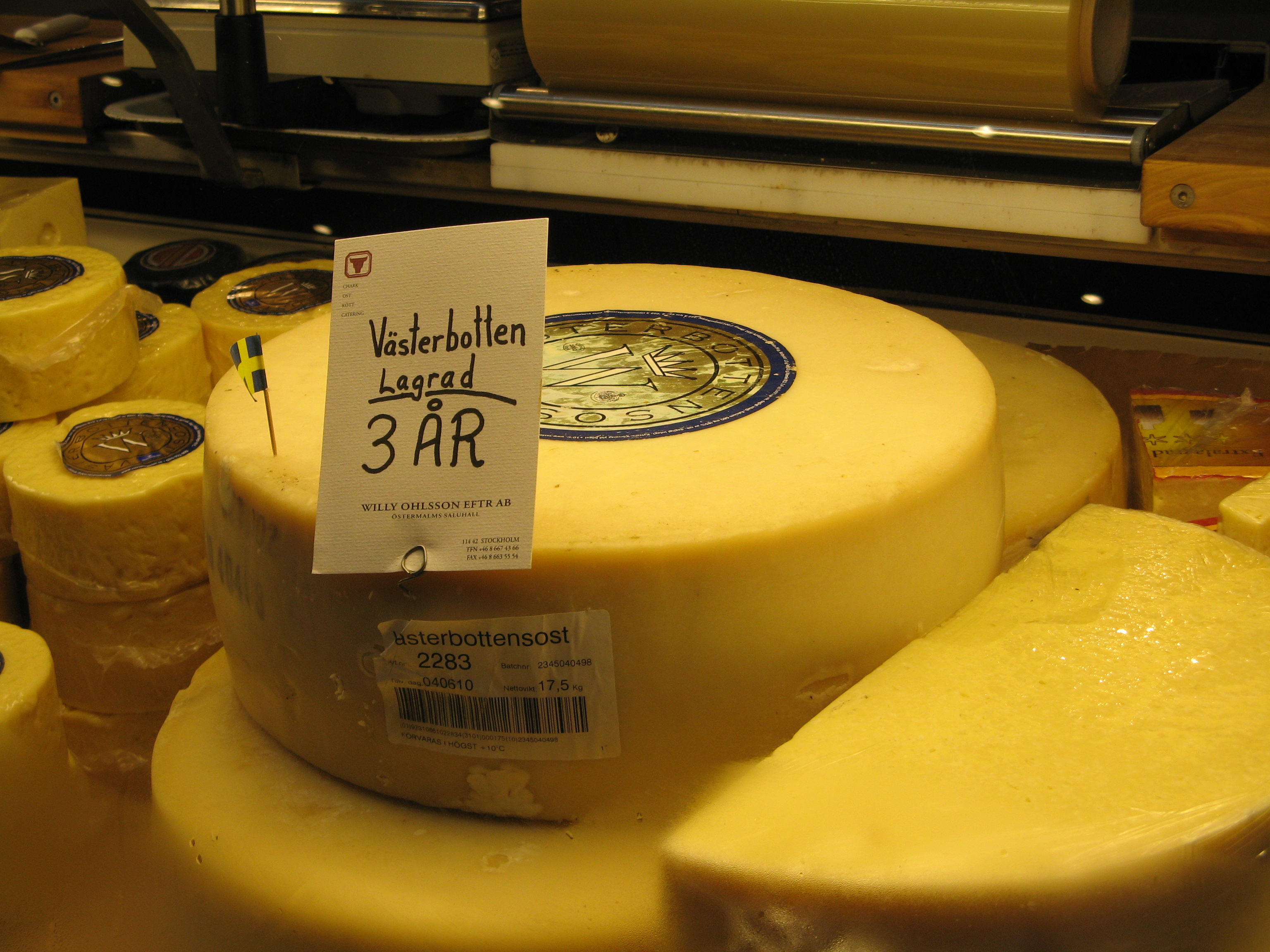
O fotografie în care se poate observa un calup de brânză Västerbotten.

Brânza Västerbotten (västerbottensost) este o varietate de brânză originară din regiunea Västerbotten din Suedia. Este o varietate dură, fabricată din lapte de vacă, cu găuri mici în interiorul său și textură granulară.

## Istoric
Satul Burträsk (acum face parte din municipalitatea Skellefteå) pretinde că această varietate de brânză a fost inventată acolo în anii 1870, cel mai probabil de către lăptăreasa Eleonora Lindström. Conform legendei, ea a fost lăsată singură ca se amestece cașul unei brânze tradiționale, dar a fost întreruptă, ori din cauza altor treburi, sau din cauza unei întâlniri. Astfel, au rezultat perioade diferite de încălzire și amestecare a cașului. Brânza Västerbotten este produsă doar de către Norrmejerier, la fabrica din Burträsk.

## Caracteristici
Este o varietate dură, fabricată din lapte de vacă, cu găuri mici în interiorul său și textură granulară. Ca și brânza Cheddar, brânza tânără (cașul) este încălzită, modelată și amestecată înainte să fie pusă la învechit. Având o aromă foarte puternică, gustul său se apropie de cel al parmezanului, fiind o varietate sărată, dar cu note amare. Culoarea sa este galben deschis, luminos, având un conținut de grăsimi de 31%. Mulți dintre suedezi o consideră regina brânzeturilor, așadar fiind un produs foarte cerut. De aceea, este aproximativ de două ori mai scumpă decât alte tipuri de brânzeturi învechite. 
Perioada de învechire pentru brânza Västerbotten trebuie să fie de cel puțin 12 luni, dar este folosită și perioada minimă de 14 luni.